# Uexküll

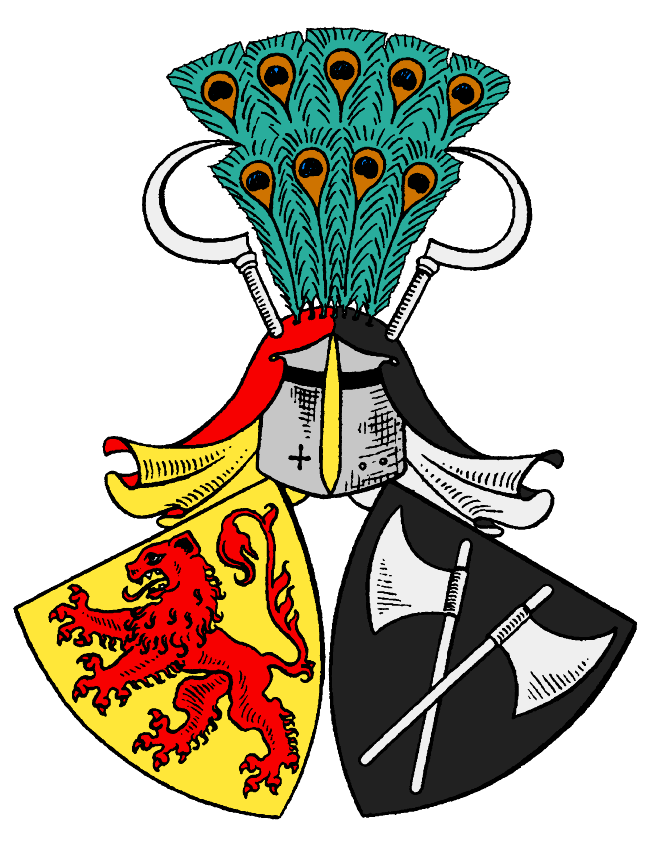
Stammwappen derer von Uexküll seit 1475

Uexküll, auch Yxkull oder Uxkull, sowie Meyendorff von Ixkull, Uexküll-Gyllenband und Uexküll-Güldenband, ist der Name eines alten, ursprünglich erzstiftlich bremischen Adelsgeschlechts. Die Familie, deren Zweige zum Teil bis heute bestehen, gehört zum Uradel im Stedinger Land. Sie gelangte später vor allem im Baltikum, aber auch in Schweden, Württemberg und Baden, zu Besitz und Ansehen.

## Geschichte

### Herkunft
Erstmals urkundlich erwähnt wird das Geschlecht am 26. Juli 1229 mit dem Ritter Johannes de Bardewisch in Dünamünde. Er war der Stiefvater des verstorbenen Conrad des Jüngeren von Meyendorff und Vasall des Erzbischofs Albert II. von Riga, von dem er 1257 die Lehen zu Uexküll (heute Ikšķile in Lettland) und Calwe erhielt. Seit dieser Zeit nahm er den Namen seines Besitzes Uexküll als Familienname an. Das Adelsgeschlecht derer von Bardewisch entstammt ursprünglich dem Ort Bardewisch im Stedinger Land, heute ein Ortsteil der Gemeinde Lemwerder im Landkreis Wesermarsch in Niedersachsen.
1184 errichtet Meinhard, ein Kanonikus aus dem Augustinerkloster zu Segeberg in Holstein, bei dem Livendorf Uexküll (Ykesculle), eine kleine hölzerne Kirche für seine livländische Kirchgemeinde. Bereits ein Jahr später erbauten Handwerker aus Gotland die Burg Uexküll, die in den Besitz von Conrad von Meyendorff gelangte. Die Meyendorff waren ein altes Adelsgeschlecht Ostsachsens aus der Gegend um Magdeburg und Halberstadt und führten ein von Rot und Silber geviertes Wappen. Im Jahre 1201 wurde Conradus de Meyendorpe mit Burg und Gebiet Uexküll und 1224 mit dem halben Fürstentum Gercike belehnt. Das Geschlecht erlosch bereits 1257 mit dem Tod von Conrad dem Jüngeren, dem Sohn von Conrad und Stiefsohn des Johannes de Bardewisch.

### Ausbreitung und Persönlichkeiten

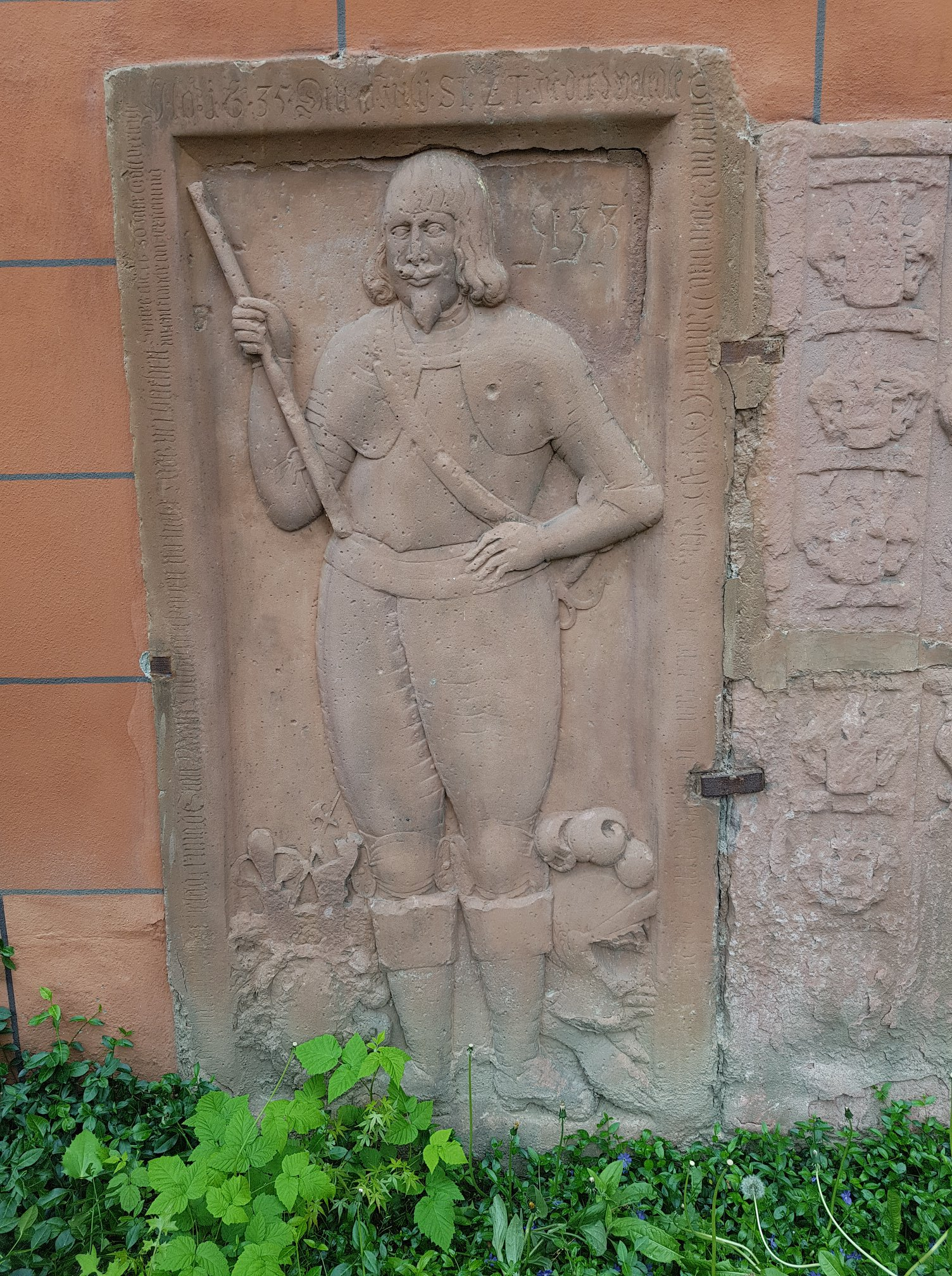
Grabstein des Conrad von Uexsküll (St. Quintin, Mainz)

Die Uexküll gehörten den Ritterschaften Liv-, Est- und Kurlands sowie Ösels an und zahlreiche Angehörige wurden Mitglieder im Schwertbrüderorden und im Deutschen Orden. Im Laufe der Zeit stellten sie fünf Ritterschaftshauptmänner. Otto zu Felks von 1632 bis 1635, Johann zu Herrküll von 1640 bis 1643, Behrend Johann zu Mex von 1671 bis 1676, Georg Dettlof zu Fickel von 1709 bis 1710 und Behrend Johann zu Fickel von 1806 bis 1809. Behrend Johann (1730–1789) erließ 1789 ein privates Gesetzbuch für seine Fickelsche Bauernschaft (Die privaten Bauernrechte Estlands für die Gebiete Fickel etc. Hrsg. von Olaf Hansen, Dorpat 1896). Vom Urstamm zweigten sich die Linien zu Fickel (heute Vigala in Estland) und zu Felks (heute Veltsa Ortsteil von Koonga) ab. Henricus, der Sohn des Nicolaus auf Fickel war vom 20. November 1419 bis zum 13. April 1456 Bischof von Reval. Er wurde in der Revaler Domkirche bestattet. Eine besondere Bulle des Papstes gestattet ihm, in den Deutschen Orden einzutreten. Fünf weitere Angehörige der Familie wurden Domherren in verschiedenen baltischen Diözesen. Johann von 1458 bis 1476 in Dorpat, Carolus von 1489 bis 1542 in Ösel, Heinrich von 1515 bis 1534 in Ösel und Reval, Reinhold 1520 und Johann von 1533 bis 1542 in Ösel. Alheit war 1514 Äbtissin des Zisterzienserklosters in Dorpat.

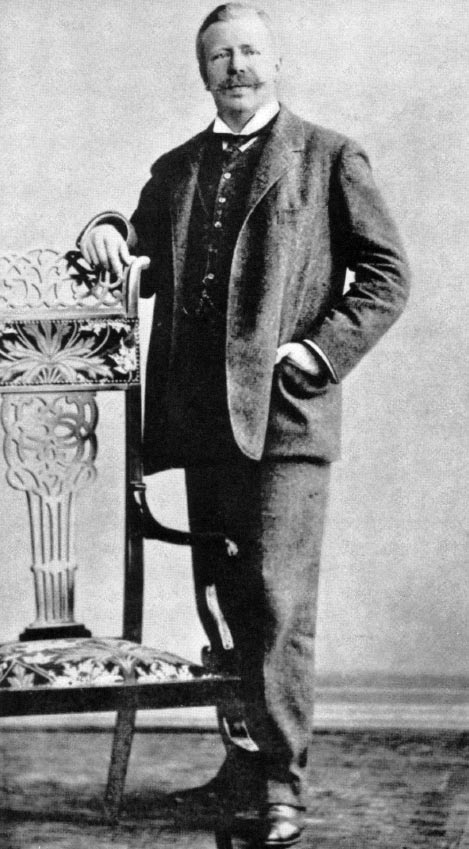
Jakob Johann von Uexküll
(* 1864; † 1944)

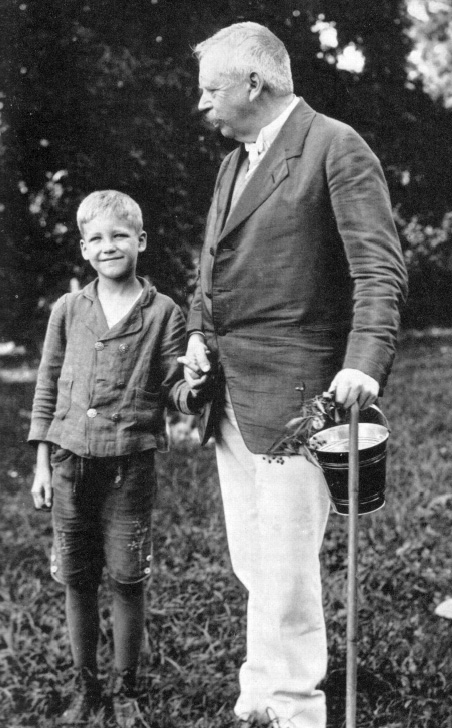
Thure von Uexküll (1908–2004) mit seinem Vater

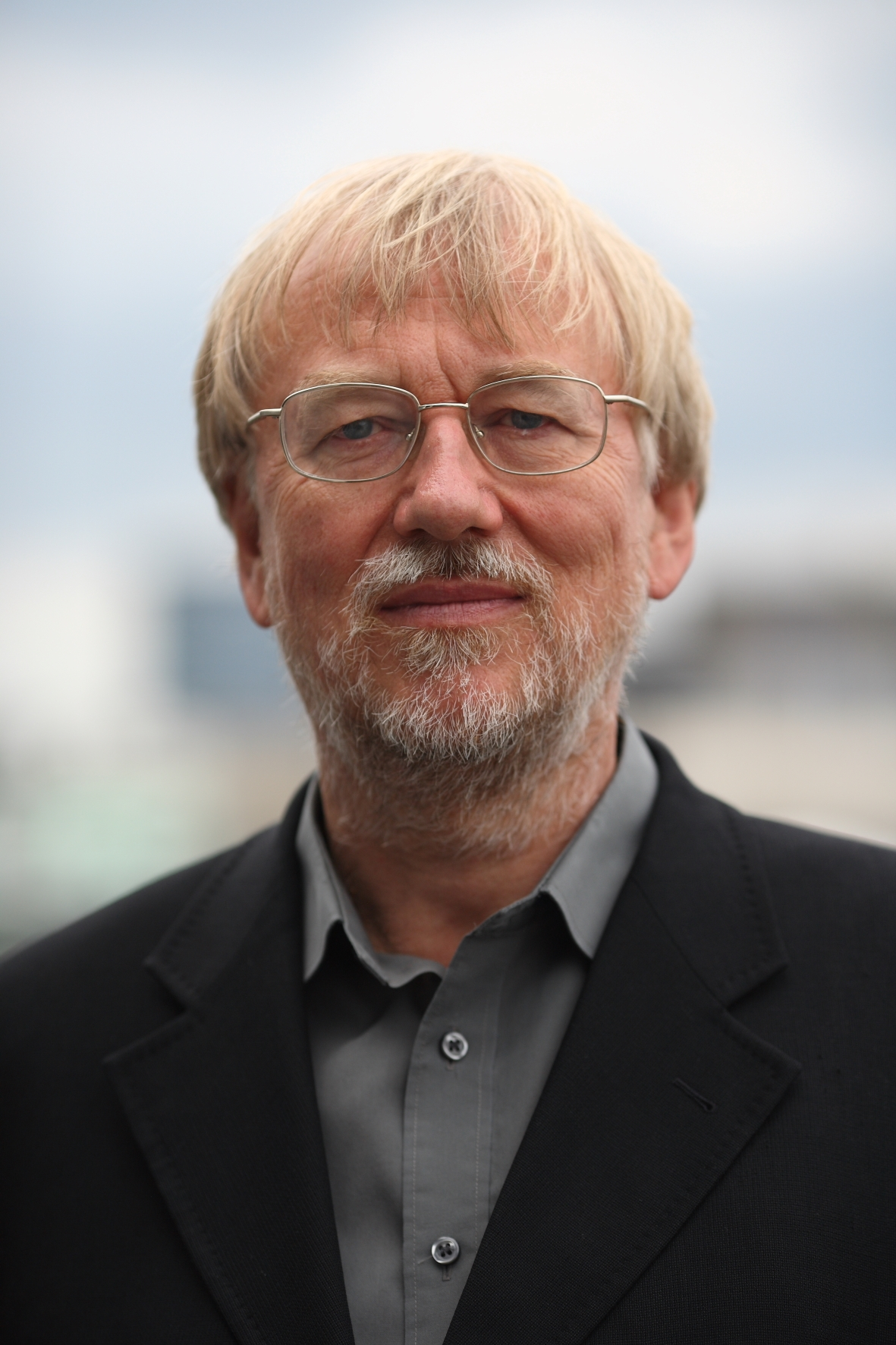
Carl Wolmar Jakob von Uexküll
(* 1944)

Weitere sechzehn Angehörige aus dem Geschlecht wurden in den Jahren 1587 bis 1891 estländische Landräte. So unter anderem Bernhard Baron Uexküll zu Fickel (* 1819; † 1894), ein bedeutender Schriftsteller und Begründer des reichen Familienarchivs zu Schloss Fickel.
Nicolaus († 1420) war der Begründer des Hauses Fickel. 1541 erteilte Otto Uexküll zu Fickel dem Augustinus van Ghetelen, damals Thumherr und Licentiat, den Auftrag eine Chronik zu verfassen. Die Uexküll von Fickel wären damit das erste Vasallengeschlecht Altlivlands, das eine Familiengeschichte in Auftrag gab. Schloss Fickel blieb nun über 500 Jahre der Stammsitz und Mittelpunkt der Uexküll in Estland. 1535 wurde es während der Wieckschen Bischofsfehde vergeblich belagert. 1560 eroberten die Russen Fickel, das ebenso zerstört wurde wie die anderen uexküllschen Schlösser Felks und Kasti. Im Jahre 1575 erlischt das ältere Haus der Uexküll zu Fickel. Der letzte Angehörige aus dieser Familie, Jürgen, wird von den Russen nach Moskau verschleppt. 1579 belehnt König Johann von Schweden Otto von Uexküll auf Anzen mit Fickel, der allerdings 1583 erblos verstarb.
Johann Uexküll zu Anzen-Menzen wurde 1583 Hofmarschall und Rat des Herzogs Magnus von Holstein. Später ernannte ihn König Friedrich II. von Dänemark zum Statthalter von Ösel. Er ist der Stammvater des jüngeren Hauses auf Schloss Fickel. 1624 erhalten die Uexküll zu Menzen Fickel, die seitdem das jüngere Haus zu Fickel waren. Die Linie besaß fast dreihundert Jahre, seit 1763 als Majorat, den alten Familienbesitz. Der sechste Majoratsherr Bernhard Baron Uexküll († 1922 zu Berlin) wurde durch eine estnische Agrarreform enteignet.
Woldemar von Uexküll wurde Hofmarschall der Könige Johann III. und Karl IX. Er wurde am 15. Januar 1625 in das Ritterhaus zu Stockholm eingeführt. Friedrich Johann Emich Freiherr von Uexküll, ein Enkel Conrads von Uexküll, der 1630 mit Gustav Adolf von Schweden nach Deutschland zog und mit seinem König den Tod fand, erlangte im markgräflich badischen Staatsdienst die Würde eines Geheimrates und Oberhofratspräsidenten. Später trat er in herzoglich württembergische Dienste, wurde Etatsminister und erster Kreis-Directorialgesandter und als solcher Mitglied der Reichsritterschaft im Ritterkanton Kraichgau am 22. Februar 1790. Aus seiner Ehe mit Maria Ernestine Freiin Göler von Ravensburg stammen fünf Söhne. Sein Sohn Carl Gustav Friedrich Freiherr von Uexküll († 1801) wurde Gouverneur der Grafschaft Mömpelgard und herzoglich württembergischer Oberhofmarschall. Er erhielt am 9. Oktober 1790, dem Krönungstag von Kaiser Leopold II., den Reichsgrafenstand. Seine Frau Wilhelmine Freiin von Wallbrunn war Oberhofmeisterin bei Kurfürstin Charlotte, der späteren Königin von Württemberg. Das Paar hatte vier Söhne, von denen die beiden ältesten, die Grafen Carl Friedrich Gustav und Egon Friedrich Wilhelm, kinderlos verstarben. Erster als königlich holländischer Major 1819 und zweiter 1802 als Oberst und herzoglich württembergischer Flügeladjutant. Die beiden Jüngeren konnten den Stamm fortsetzen.
Graf Ludwig von Uexküll (* 1759) starb 1811 als königlich württembergischer Oberst und Kommandant von Rottweil. Er war mit Anna Freiin Göler von Ravensburg verheiratet. Ihr Sohn Udo Graf von Uexküll (* 1799), königlich württembergischer Hauptmann, heiratete 1833 Mathilde Freiin vom Stain zu Rechtenstein. Sie hatten eine Tochter, Gräfin Anna (* 1835) und einen Sohn, Graf Leopold (* 1834), der in k.k. Militärdienste trat. Der Bruder des Grafen Udo, Kuno Graf von Uexküll (* 1800) wurde königlich württembergischer Oberförster zu Ensingen. Er war seit 1836 in erster Ehe mit Eleonore Zepf († 1847) und in zweiter Ehe seit 1854 mit Franzisca von Crismar verheiratet.
Carl August Bertram Graf von Uexküll (* 1761), der Bruder von Graf Ludwig von Uexküll, starb 1812 als königlich württembergischer Kammerherr, Wirklicher Geheimer Rat und Oberforstmeister. Er war gleichzeitig Chef der königlichen Sektion der Kronforste. 1797 heiratete er Albertine Freiin von Kaufberg. Das Paar hatte zwei Söhne. Carl Graf von Uexküll (* 1801) wurde Mitbesitzer des Rittergutes Hengstfeld im Jagstkreis, königlich württembergischer Kammerherr und Forstrat. Er war in erster Ehe 1828 mit Charlotte Freiin von Varnbühler († 1831), in zweiter Ehe seit 1834 mit Elise Freiin von Fahnenberg († 1840) und in dritter Ehe seit 1841 mit Maria Freiin von Fahnenberg verheiratet. Sein Bruder Rudolph Graf von Uexküll (* 1809) war Besitzer des Rittergutes Burleswagen im Jagstkreis, königlich württembergischer Kammerherr und Oberforstmeister bei seiner Majestät dem König von Württemberg. Er war mit Albertine Uhde, der Tochter des Kaufmanns Carl Uhde verheiratet. Der Widerstandskämpfer Nikolaus Graf von Üxküll-Gyllenband und die DRK-Oberin Alexandrine Gräfin von Üxküll-Gyllenband waren seine Enkel, die Brüder Claus und Berthold Schenk Graf von Stauffenberg sowie Caesar von Hofacker seine Urenkel.
Der 1768 verstorbene Friedrich Johann Emich Freiherr von Uexküll war gleichzeitig Stammvater der gräflichen Linie in Württemberg und der freiherrlichen Linie in Baden. Einer seiner fünf Söhnen aus der Ehe mit Maria Ernestine Freiin Göler zu Ravensburg, Emich Johann Friedrich Freiherr von Uexküll (* 1724; † 1810) war Herr auf Mönchzell, königlich württembergischer Staatsminister und Präsident des Geheimen Ratskollegiums. Er war der Begründer der freiherrlichen Linie in Baden. Wegen des Besitzes von Mönchzell wurde er 1790 Mitglied der Reichsritterschaft im Ritterkanton Kraichgau. Er heiratete Susanne Elisabeth von Palm. Aus der Ehe stammte August Freiherr von Uexküll (* 1765; † 1822), Herr auf Mönchzell und Spechbach, königlich württembergischer Kammerherr, Geheimrat und Landvogt. Er war verheiratet mit Charlotte Maria Freiin von Gemmingen-Guttenberg-Bonfeld (* 1776; † 1837). Aus dieser Ehe stammte Eduard Freiherr von Uexküll-Gyllenband (* 1800). Er wurde großherzoglich badischer Kammerherr, Oberforstrat und Grundherr zu Mönchzell, Wiesloch und Baiertal. Er heiratete 1829 Pauline Freiin Marschall von Bieberstein.

### Standeserhebungen
Mit königlich schwedischen Diplom vom 16. April 1679 wurden die Söhne des Wolter Uexküll: Jacob, schwedischer Generallieutenant, Otto Johann, schwedischen Oberst, sein Enkel und Neffe der beiden zuvor genannten, Wolter Reinhold Uexküll auf Schattmansöge aus dem Hause Kasti in den schwedischen Freiherrnstand erhoben. Dabei wurde der Ältere Stammname des Geschlechts wieder hervorgeholt und die Freiherren erhielten den Namen von Meyendorff. Das kurz zuvor erfolgte Aussterben beider Ursprungsfamilien, der von Meyendorff im Magdeburgischen (1667) und der von Meinsdorf im Holsteinischen (1664) mag darauf Einfluss gehabt haben, den in fabelhaftes Alterthum hinauf geleiteten Namen wieder hervorzuholen und der Vergessenheit zu entreissen. Jedenfalls erregte das den scharfen Protest anderer Glieder des Geschlechts Uexküll mit dem Ergebnis, dass die Meyendorffer verpflichtet wurden, mit Meyendorff aus dem Hause Uexküll zu unterzeichnen. Durch eine königliche Resolution vom 22. September 1682 wurde der Streit um den Namen endgültig zurückgewiesen. Die Einführung in das Ritterhaus in Stockholm erfolgte bereits im Jahre 1680 (Nr. 74 der Freiherrenklasse).
Der aus dem Stamm Felks, Linie Felks kommende Otto Reinhold von Uexküll auf Kaarmann und Engdes, königlich schwedischer Generalmajor der Kavallerie und Landeshauptmann in Åbo und Björneborg, erhielt am 30. Januar 1730 zu Stockholm den schwedischen Freiherrenstand als Yxkull und 1731 die Introduktion bei der Freiherrenklasse der schwedischen Ritterschaft unter der Nummer 203.
Aus dem Stamm Felks, Linie Kosch erhielt Otto von Uexküll aus Massau, königlich schwedischer Oberst, Kriegsrat und Generalkommissar in Estland und Ingermanland sowie seine Neffen, die Brüder Reinhold Johann auf Patzal, Illust, Moiseküll und Seefer, späterer königlich schwedischer Oberst und estländischer Landrat, und Conrad von Uexküll auf Herküll, den schwedischen Freiherrenstand am 23. August 1648 zu Stockholm als von Yxkull-Gyllenband. Die Introduktion bei der Freiherrenklasse der schwedischen Ritterschaft erfolgte 1652 unter der Nummer 30.

Otto Reinhold Freiherr von Uexküll-Güldenband auf Serrefer, Torri und Saximois, kaiserlich russischer Rittmeister der Garde und späterer estländischer Landrat sowie seine Vettern, die Brüder Berend auf Herküll und Saaremois, Hans Heinrich auf Herküll und Orrisaar, späterer kaiserlich russischer Oberst, Karl, späterer kaiserlich russischer Oberstleutnant und Adam Johann Freiherr von Uexküll, kaiserlich russischer Leutnant, wurden 1746 bei der estländischen Ritterschaft immatrikuliert.

Alexander Freiherr von Uexküll-Güldenband, kaiserlich russischer Polizeimeister in Mitau, wurde am 18. März 1808 bei der kurländischen Ritterschaft immatrikuliert.

Bei der livländischen Ritterschaft wurde 1821 Peter Freiherr von Uexküll-Güldenband auf Linnamäggi, kaiserlich russischer Oberst, sowie 1853 Carl Heinrich Freiherr von Uexküll-Güldenband, livländischer Gouvtsforstmeister, immatrikuliert. Eine russische Anerkennung zur Führung des Baronstitels erfolgte am 17. Oktober 1855 durch Senats-Ukas Nummer 7867.
Aus dem Stamm Fickel, Linie Kasti, erhielt Wolmar von Uexküll auf Kasti, königlich schwedischer Hofmarschall, 1625 die schwedische Adelsnaturalisation als Yxkull und die Introduktion bei der Adelsklasse der schwedischen Ritterschaft unter der Nummer 76.

Emich Johann Friedrich Freiherr von Uxkull-Gyllenband auf Mönchzell, späterer königlich württembergischer Staatsminister wurde am 22. Februar 1790 in die Reichsritterschaft des Kantons Kraichgau aufgenommen. Sein Bruder Carl Freiherr von Uxkull-Gyllenband, herzoglich württembergischer Geheimrat und Oberhofmarschall, erhielt am 9. Oktober 1790 zu Frankfurt am Main den Reichsgrafenstand mit der Anrede Hoch- und Wohlgeboren.
Aus dem Stamm Fickeln, Linie Menzen, wurde Berend Johann von Uexküll auf Menzen, Fickel, Pickfer und Mecks 1746 bei der estländischen Ritterschaft und 1747 bei der livländischen Ritterschaft immatrikuliert. Seine Nachkommen erhielten am 7. Dezember 1854 eine russische Anerkennung zur Führung des Baronstitels durch Senats-Ukas Nummer 10002.

Eine Immatrikulation bei der kurländischen Ritterschaft erfolgte für Alexander Baron von Uexküll auf Metzeboe am 14. Juni 1865.

## Wappen

### Bardewisch

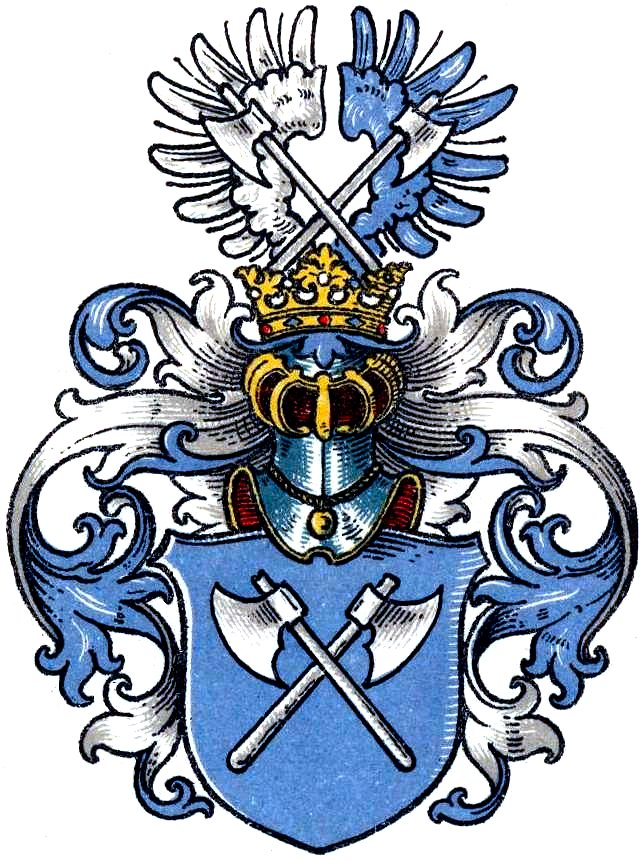
Wappen derer von Bardewisch

Das Stammwappen der Bardewisch zeigt in Blau (auch Schwarz) zwei aufwärtsgeschränkte silberne Streitäxte (Barten). Auf dem Helm mit blau-silbernen Decken ein geschlossener, vorn mit dem Schildbild belegter blauer, hinten silberner, Flug.

### Uexküll

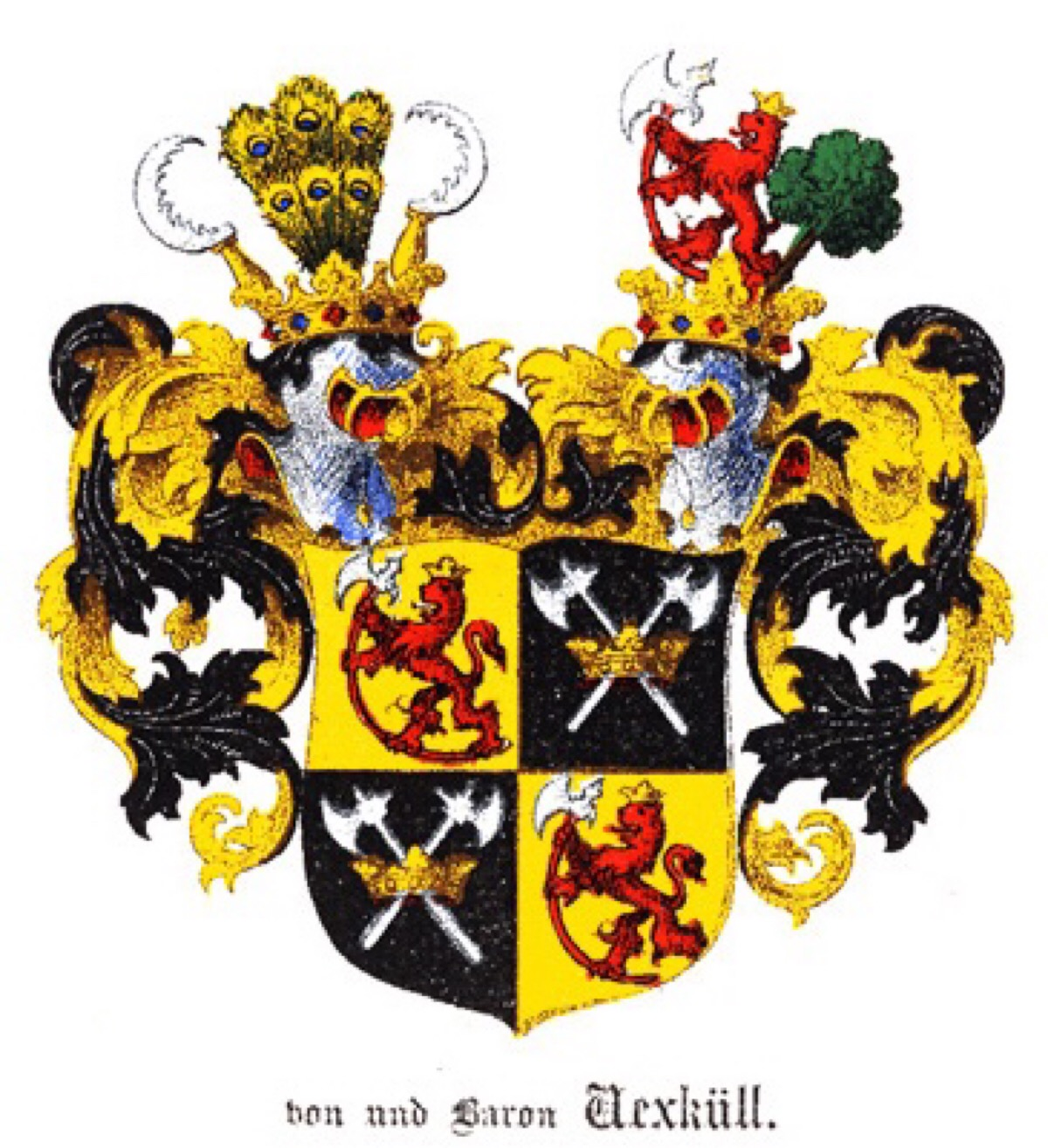
Wappen der Barone von Uexküll

Das Stammwappen der Uexküll zeigt in Gold einen gekrönten leopardierten roten Löwen. Auf dem Helm mit rot-goldenen Decken zwei zugekehrte silberne Sicheln mit roten Schäften, besteckt mit natürlichen Pfauenfedern.

### Wappen seit 1475
Seit 1475 wird ein Wappen mit zwei Schilden geführt, beide Schilde nebeneinander. Rechts das Stammwappen von Uexküll, links das Stammwappen von Bardewisch. Auf dem gemeinsamen Helm mit rechts rot-goldenen und links schwarz-silbernen Decken ein natürlicher Pfauenwedel zwischen zwei zugekehrten silbernen Sicheln.

## Namensträger

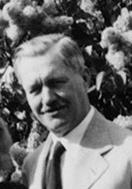
Nikolaus Graf von Üxküll-Gyllenband (1939)

- Otto von Uexküll († 1601), schwedischer Feldmarschall
- Otto von Uexküll († 1650), estländischer Ritterschaftshauptmann
- Johann von Uexküll (1640–1643), estländischer Ritterschaftshauptmann
- Berend Johann von Uexküll (1671–1676), estländischer Ritterschaftshauptmann
- Friedrich Johann Emich von Üxküll-Gyllenband (1685–1768), Oberhofratspräsident der Markgrafen von Baden-Durlach
- Georg Detloff von Uexküll (1709–1710), estländischer Ritterschaftshauptmann
- Friedrich Emich Johann von Uexküll-Gyllenband (1724–1810), württembergischer Staatsminister
- Karl Friedrich Emich von Uexküll (1755–1832), württembergischer Kunstsammler und Schriftsteller
- Berend von Uexküll (1762–1827), estländischer Ritterschaftshauptmann und Zivilgouverneur
- Alexander von Uexküll-Güldenband (Generalleutnant) (1799–1880), russischer Generalleutnant
- Alexander Graf von Uexküll-Gyllenband (1836–1915), österreichischer General
- Alexander von Uexküll-Güldenband (Staatsmann) (1840–1912), russischer Staatsmann
- Alexander von Uexküll-Güldenband (Geheimrat) (1864–1923), russischer Geheimrat
- Woldemar Baron von Uxkull (1860–1945), deutsch-baltischer Mystiker und Schriftsteller
- Lucy Uxkull (1861–1926), deutsche Schriftstellerin
- Jakob Johann von Uexküll (1864–1944), Biologe, Zoologe und Philosoph
- Gertrud Schwend-Uexküll (1867–1901), Schulgründerin und Frauenrechtlerin
- Margarete von Uexküll Güldenbandt (1873–1970), Botanikerin und Frauenrechtlerin
- Alexandrine Gräfin von Üxküll-Gyllenband (1873–1963), Oberin beim Deutschen Roten Kreuz
- Karoline Gräfin von Üxküll-Gyllenband (1875–1956), verheiratet seit 1904 mit Alfred Schenk Graf von Stauffenberg und Mutter der Widerstandskämpfer Berthold und Claus Schenk Graf von Stauffenberg
- Nikolaus Graf von Üxküll-Gyllenband (1877–1944), Kaufmann, Oberst z.V. und Widerstandskämpfer des 20. Juli 1944, Onkel der Widerstandskämpfer Berthold und Claus Schenk Graf von Stauffenberg
- Edgar von Uexküll (1884–1952), Diplomat, Widerstandskämpfer
- Ferdinand von Uexküll-Güldenband (1890–1939), deutschbaltischer Journalist und Minderheitenpolitiker
- Woldemar Graf Uxkull-Gyllenband (1898–1939), deutscher Althistoriker
- Bernhard Graf Uxkull-Gyllenband (1899–1918), deutscher Dichter
- Thure von Uexküll (1908–2004), Mediziner
- Gösta von Uexküll (1909–1993), Schriftsteller und Journalist
- Jakob von Uexküll (* 1944), Stifter des Alternativen Nobelpreises
- Ole von Uexküll (* 1978), schwedischer Aktivist
- Jan von Uxkull-Gyllenband (* 1996), deutscher Fechter, Herren Florett